# Pelastoneurus luteosctatus
Pelastoneurus luteosctatus är en tvåvingeart som beskrevs av Octave Parent 1941. Pelastoneurus luteosctatus ingår i släktet Pelastoneurus och familjen styltflugor. Inga underarter finns listade i Catalogue of Life.